# Herrnhut
Herrnhut (alt sòrab: Ochranow) és un municipi alemany que pertany a l'estat de Saxònia. Limita amb els municipis de Berthelsdorf, Großhennersdorf i Strahwalde.
Herrnhuter té una església i dos museus, incloent-hi un museu d'història local. It is the center of the worldwide Moravian Church, the Unitas Fratrum, in German Brüder-Unität or Brüdergemeine. És el centre de l'Església de Moràvia, la Unitas Fratrum o Brüdergemeine. L'estació de Herrnhuter fou donada de baixa a l'antiga línia de ferrocarril Zittau - Löbau i s'ha convertit en una galeria d'art.